# Francisco de Goya
Francisco José de Goya y Lucientes, född 30 mars 1746 i Fuendetodos, Aragonien i Spanien, död 16 april 1828 i Bordeaux i Frankrike, var en spansk konstnär och grafiker.
Goya växte upp i Zaragoza i nordöstra Spanien och blev vid 14 års ålder lärling till konstnären José Luzan. Efter en resa till Italien 1770–1771 var han verksam vid den kungliga gobelängmanufakturen och flyttade 1774 till Madrid. Omkring 1780 började han sin karriär vid den kungliga akademin och vid det spanska hovet, där han 1799 utsågs till förste hovmålare. Parallellt med detta kungliga uppdrag gjorde han grafiska blad och målningar som gestaltar brutaliteten under Napoleonkrigen och hyckleriet i det spanska samhället. På grund av den hårda politiska stämningen i Spanien flyttade han till Frankrike 1824. Han avled i Bordeaux 1828.

## Biografi

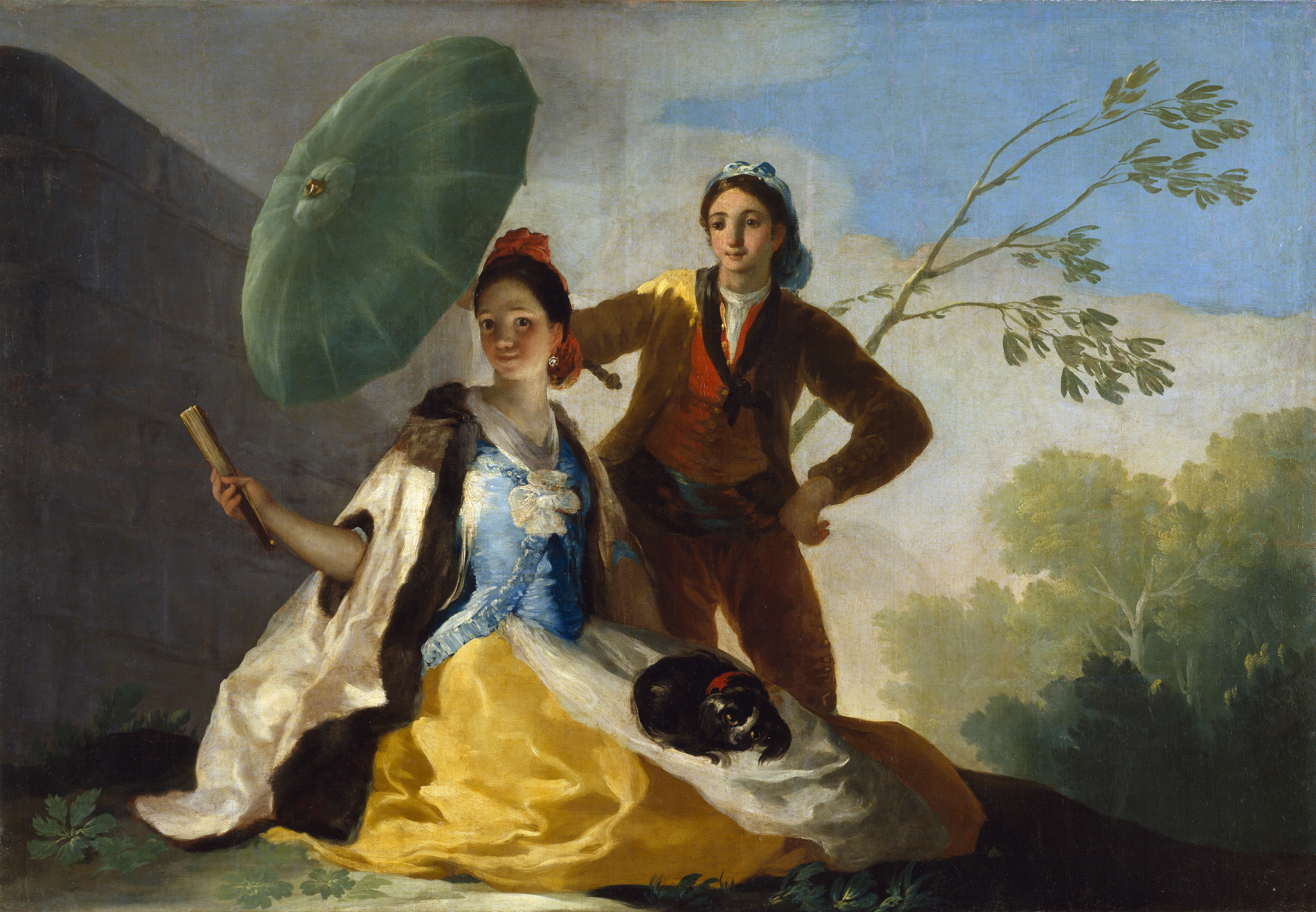
El Quitasol, kartong till gobeläng, 1777.

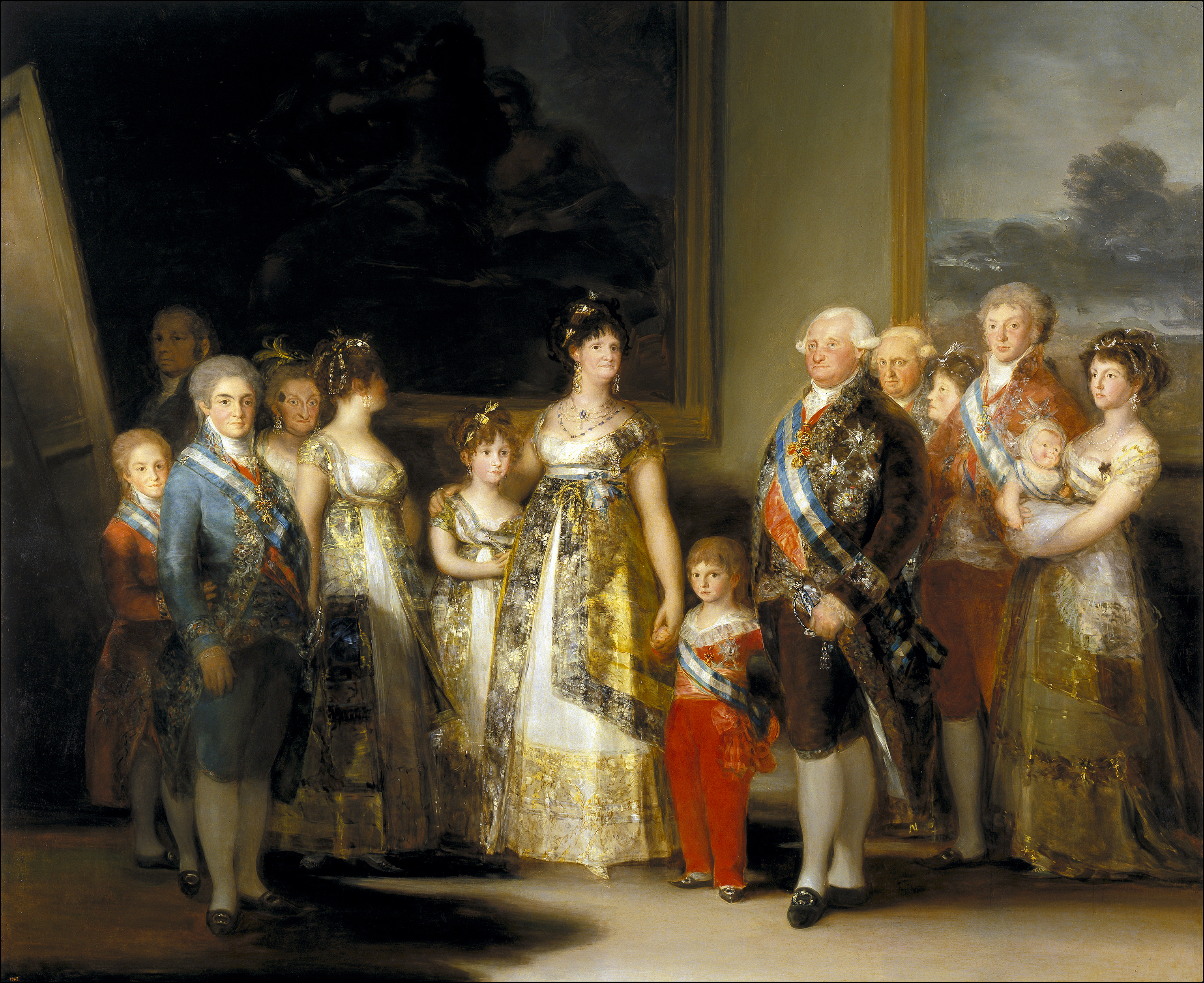
Karl IV:s familj, 1800

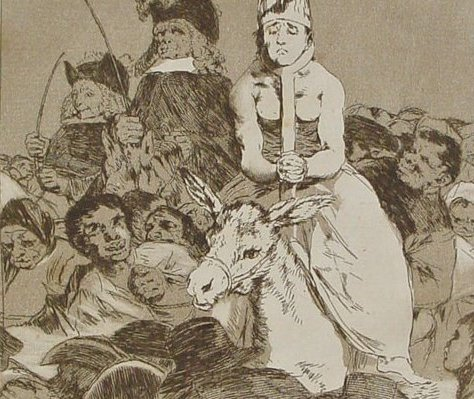
N° 24 ur ”Infall”, 1799. Något beskuren.

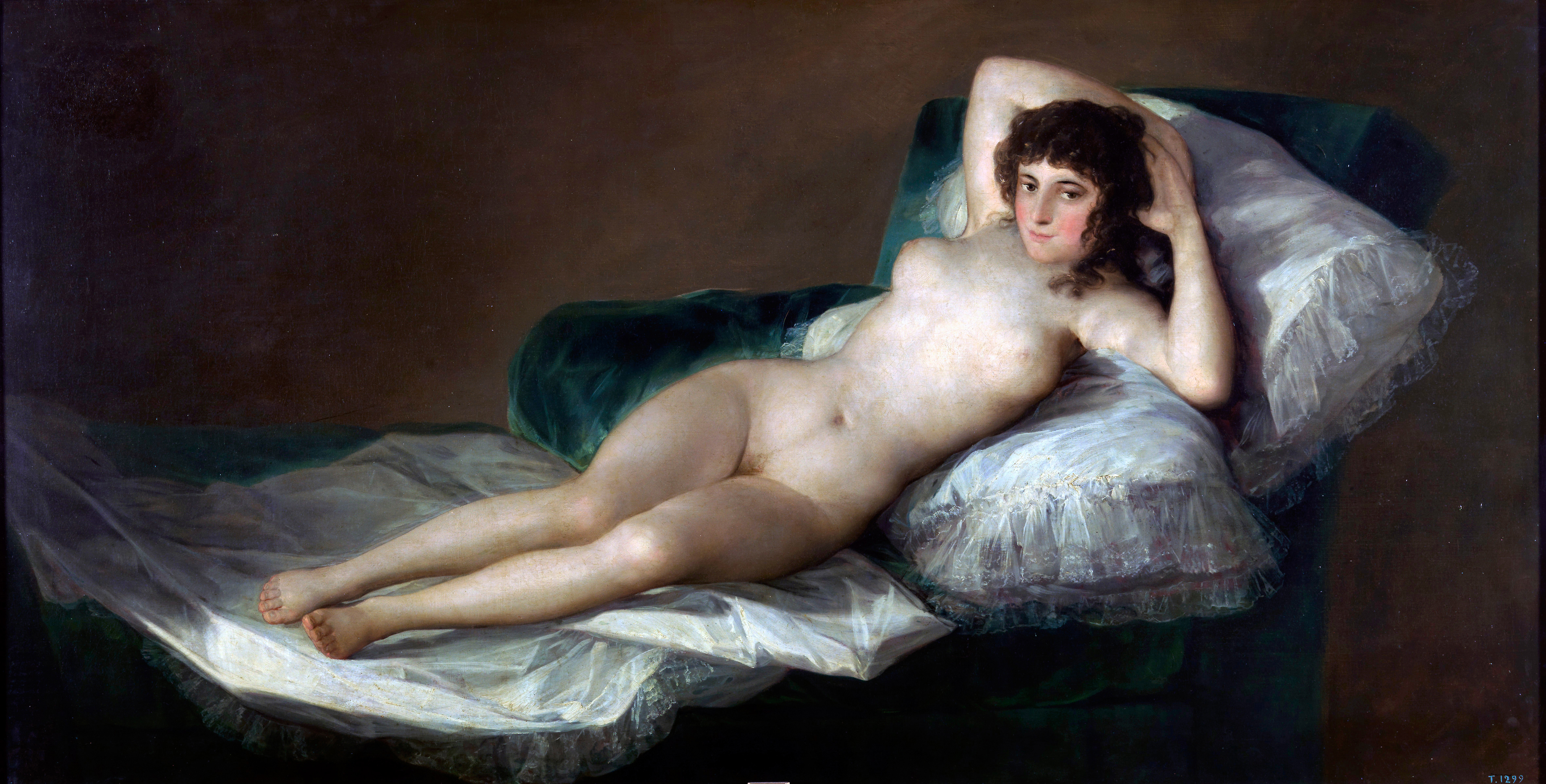
Den nakna maja (La maja desnuda) 1790-1800

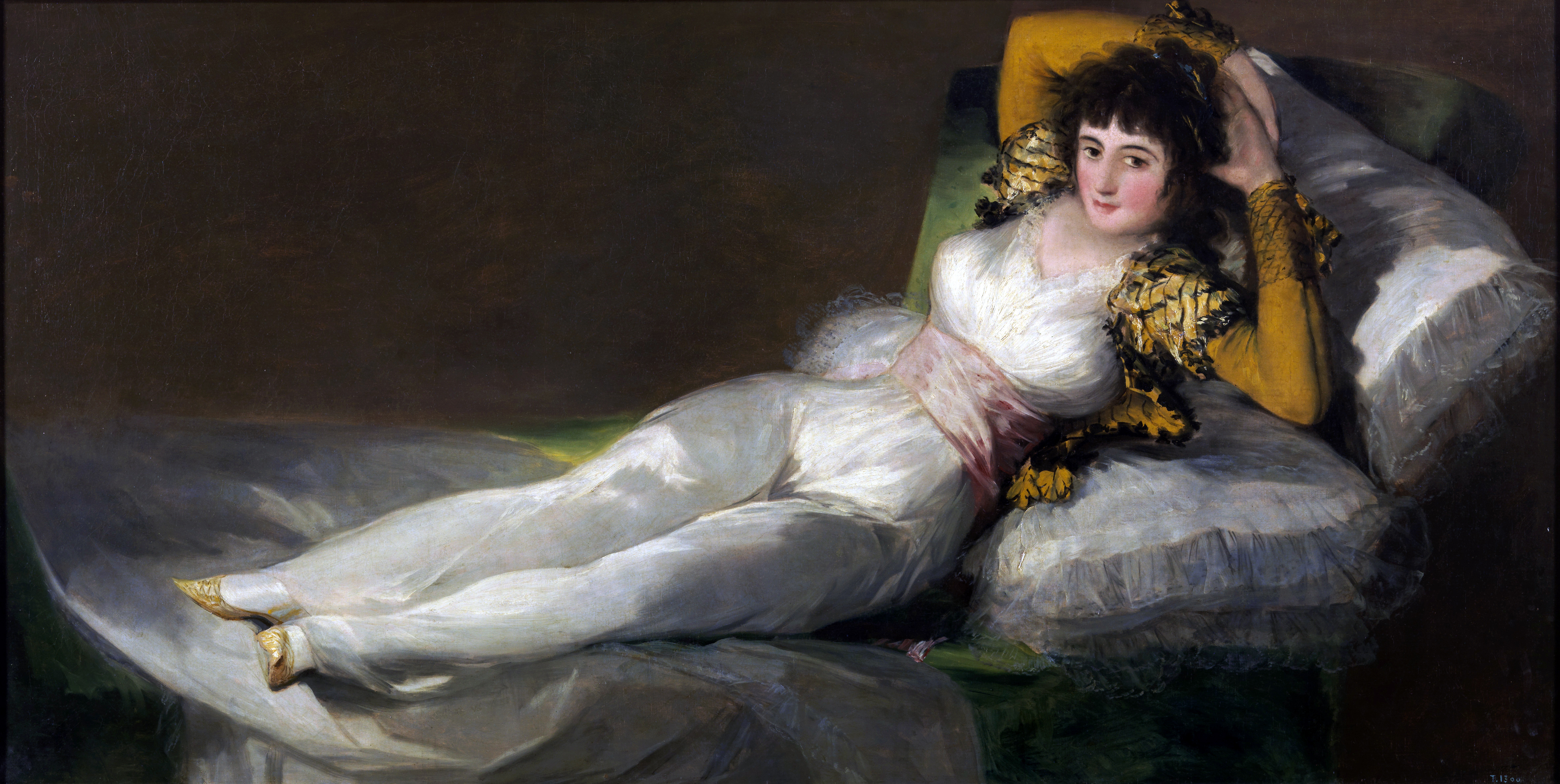
Den klädda maja (La maja vestida)1802-1805

Den 3 maj 1808 i Madrid: arkebuseringen

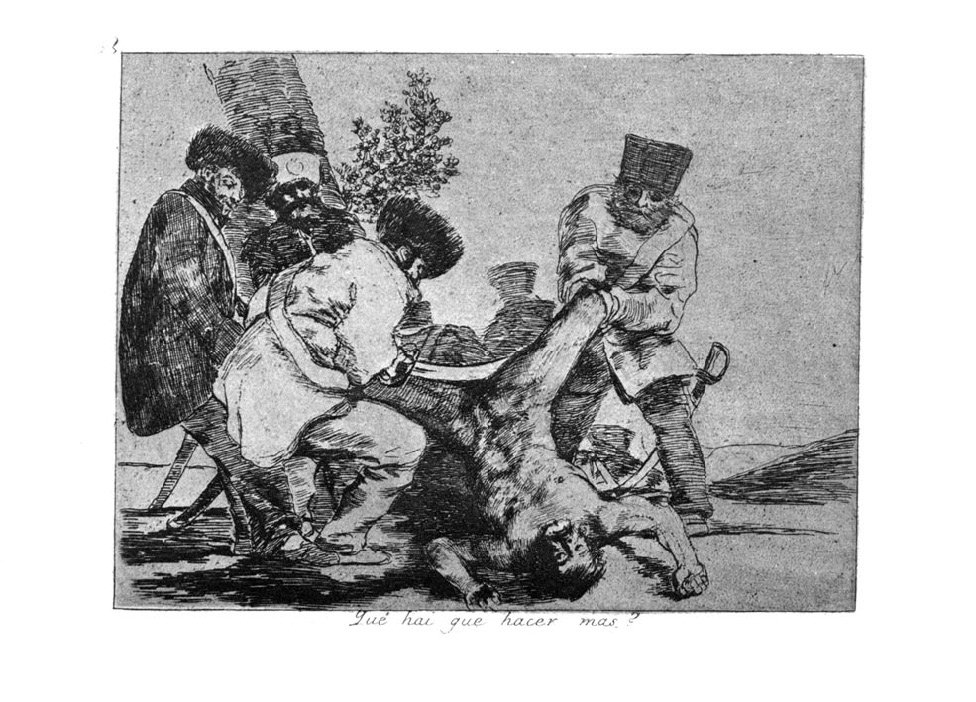
N° 33 ur "Krigets fasor", 1810-1820.

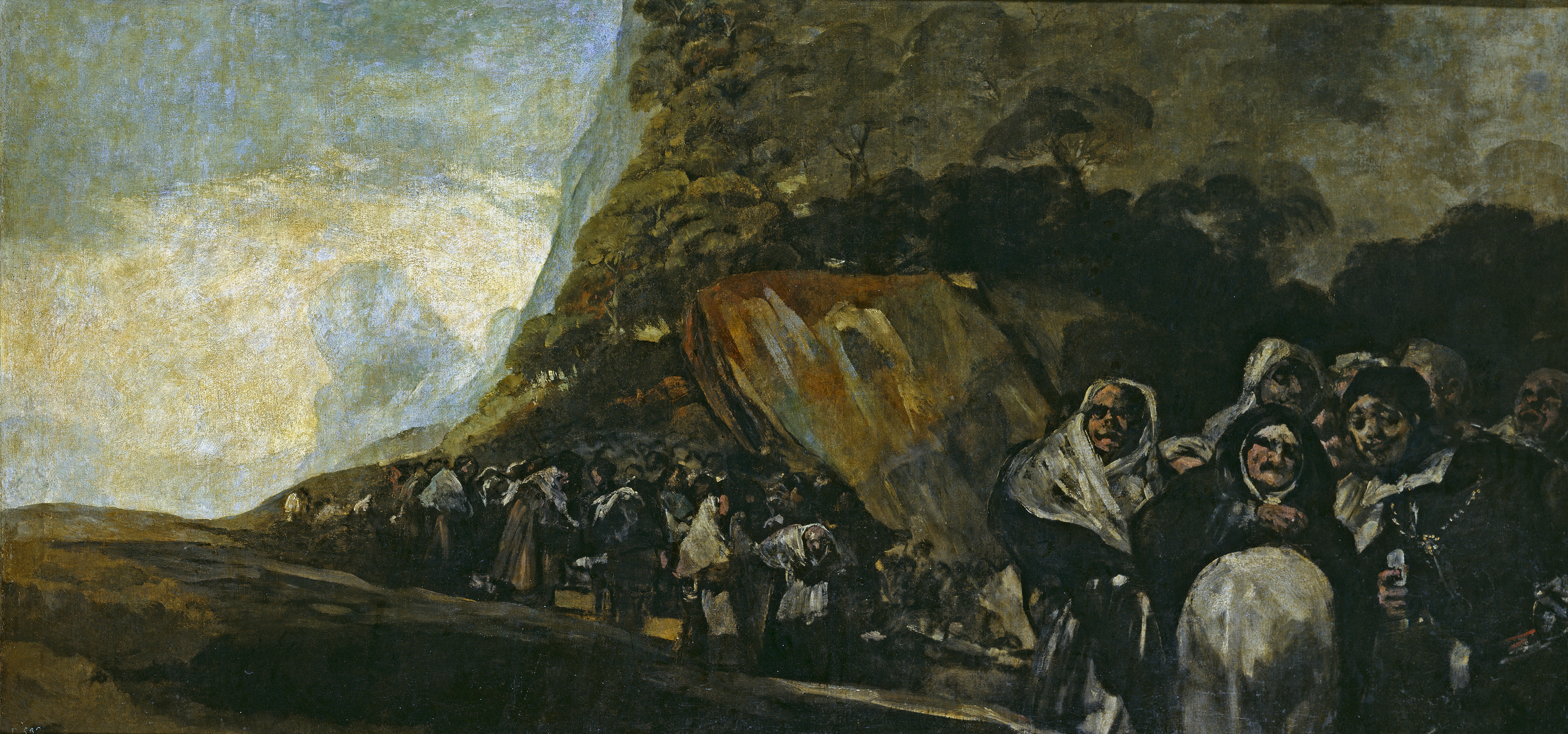
Pilgrimsfärden till källan i San Isidoro, 1819-23, en av De svarta målningarna.

Goya föddes i Fuendetodos i regionen Aragonien år 1746 som son till José Benito de Goya y Franque och Gracia de Lucientes y Salvador. Sina barndomsår tillbringade Goya i Fuendetodos där hans far arbetade som förgyllare. Omkring år 1750 flyttade familjen till Zaragoza. Vid denna tid blev han nära vän med Martin Zapater, en jämnårig som, liksom Goya, sympatiserade med upplysningstidens idéer. Deras brevväxling åren 1770–1790 ger värdefull information om Goyas tidiga arbete vid hovet i Madrid. När Goya var 14 år blev han lärling till målaren José Luzán. Därefter flyttade han till Madrid och studerade hos den böhmiske konstnären Anton Raphael Mengs, en av samtidens mest kända målare. År 1763 och 1766 sökte Goya till konstakademin men blev inte antagen. Han åkte då till Rom, där han år 1771 vann andra pris i en konsttävling organiserad av Parma stad. Senare samma år återvände han till Spanien.
Förutom Mengs var även spanjoren Francisco Bayeu (vars syster han gifte sig med) en viktig inspirationskälla för Goya. Mengs och Bayeu var hovmålare vid Karl III:s hov och det var genom dem som Goya fick en tjänst vid gobelängmanufakturen, vilket var ett första steg i Goyas karriär vid det spanska hovet. Mengs och Bayeu målade enligt samtidens konventioner och akademiska ideal som bar på inslag av barock, rokoko och nyklassicism. Även Goya målade i denna stil, han hade även under sin tid i Italien tagit starka intryck av Giovanni Domenico Tiepolo, men utvecklade snart en friare komposition och mer personlig piktur. Själv nämnde Goya som sina läromästare de mest framstående målningarna i Italien och Spanien, samt Rembrandt, Velázquez och naturen.
Goya blev 1780 medlem av Academia de San Fernando i Madrid. Under intryck av franska revolutionens idéer och på grund av en tilltagande dövhet genomgick hans stil en avgörande förändring under 1790-talet. Hans konst blir mer expressiv och personlig och kom att innehålla en inte ringa del kritik av och satir över det samtida Spanien. 
I november 1793 hade Goya blivit allvarligt sjuk. Han led av yrsel, problem med balansen och en tilltagande dövhet. Efter att ha varit sängliggande i två månader tillfrisknade han, men han förblev döv livet ut. Vid denna tidpunkt började Goya använda sina egna erfarenheter och personliga tankar som motiv i sina verk, i målningar och etsningar som inte var gjorda på beställning utan på eget initiativ. 1799 gav han ut 80 grafiska blad kallade Infall (sp: Caprichos). I ett brev till en akademiledamot förklarade Goya att han i dessa verk gestaltat ”iakttagelser som i beställda verk i allmänhet inte kan uttryckas, eftersom infall och idéernas rikedom inte är fria i dessa.”
Goya målade vid denna tid porträtt av medlemmar ur kungafamiljen och adeln samt andra typer av beställningsverk, han efterträdde dessutom Bayeu som ”Director de Pintura” vid Konstakademien 1795 och utsågs 1799 till förste hovmålare.
När fransmännen intagit Madrid 1808 var Goya, liksom alla myndiga spanjorer, tvungen att svära en lojalitetsed till Napoleon I. Under de följande åren, då den franska ockupationen och Spanska befrielsekriget pågick, fick han sina inkomster från beställningsporträtt av spanska och franska borgare och adelsmän. Hans främsta ämne och motiv under denna tid var dock kriget. Mellan 1810 och 1820 gjorde han den grafiska serien Krigets fasor (sp: Los Desastres de la Guerra).
Efter kung Ferdinand VII:s återkomst till tronen 1814 sökte Goya blidka honom med målningarna Den 2 maj 1808 och Den 3 maj 1808 som återgav ”heroiska händelser och scener under vårt ärorika uppror mot Europas tyrann”.
Följden av de politiska konflikterna mellan reformvänliga och konservativa krafter i Spanien under Goyas levnad gjorde att han, 78 år gammal, valde att gå i exil till Bordeaux. Efter restaurationen 1823 lät Ferdinand VII förfölja och avrätta sina liberala motståndare och många tvingades i landsflykt.  Den oro och osäkerhet detta skapade gjorde att Goya 1824 bad kungen om ett resebrev för att av hälsoskäl dricka brunn i Plombières i Frankrike. Han fick tillstånd till resan och bosatte sig i Bordeaux där många spanska liberaler levde i exil. Goya återvände ett par gånger till Madrid innan han avled i Bordeaux 1828.

## Den politiska situationen i Spanien
Spanska självständighetskriget mot Frankrike 1808–1814 med allt sitt barbari satte djupa spår hos Goya, likaså påverkades den liberale Goya av de politiska spänningarna i landet. Före kriget var Spanien en absolut monarki och Inkvisitionen fungerade fortfarande – en ”häxa” brändes så sent som 1781. Efter fransmännens invasion avsatte Napoleon I kung Ferdinand VII av Spanien och satte sin bror på den spanska tronen. Spanjorerna svarade med att rekonstruera sitt parlament, nu i exil i Cádiz. Exilparlamentet, kallat Cortes de Cádiz, sammanträdde första gången 1810 och 1812 röstade man igenom Den spanska konstitutionen av 1812 som var en av världens mest liberala konstitutioner. Men när Ferdinand VII återkom till tronen 1813/14 förkastade han, med hjälp av de konservativa och katolska kyrkan, den nya konstitutionen och lät fängsla de liberala ledarna. Den absoluta monarkin och inkvisitionen återinrättades.
År 1820 gjorde ett par generaler i spanska armén myteri och krävde en återgång till 1812:s liberala konstitution. Ferdinand VII såg ingen annan utväg än att tillmötesgå kraven. En ”Cortes” (parlament) valdes som fungerade under några år men med starkt motstånd från de konservativa, kungen och kyrkan. I april 1823 sände Ludvig XVIII av Frankrike trupper till Spanien för att återge Ferdinand hans legitima auktoritet. I september gav ”Cortes” och dess armé upp inför de franska styrkorna. 1812:s konstitution förkastades åter en gång, Ferdinand VII återfick sin makt, men denna gång återinrättades inte Inkvisitionen, tack vare fransmännens påtryckningar. Repressalierna mot "Cortes"-anhängarna blev kraftfulla och många flydde utomlands.

## Kända verk

### ”Infall” / ”Los Caprichos”
1799 kunde man i Madrid, i en parfym- och liköraffär, köpa en serie om åtto grafiska blad kallad ”Os Caprichos ” (Infall). Det var en samling satiriska och demoniska etsningar av Goya. Goya skrev att serien utgår från ”de oräkneliga svagheter och dumheter som återfinns i varje civiliserat samhälle, och från de allmänna fördomar och oförnuftiga verksamheter som vana, enfald, eller egenintresse har gjort vanliga.”  Han tillägger att etsningarnas eventuella likheter med verkliga händelser är rena tillfälligheter.
Titeln ”Os Caprichos” anspelar på dolda teman. Redan italienarna Tiepolo, Piranesi och fransmannen Callot hade gjort serier med ”Capricci”, med denna titel kunde de tillåta sig friheter gentemot regler och teman i den samtida konsten.
Det ska påpekas att Goya samtidigt, under dessa år, gjorde ljusa och luftiga målningar som till exempel kupolfresken i kyrkan Ermita de San Antonio de la Florida i Madrid.

### Den nakna maja och Den klädda maja
Två av Goyas mest kända tavlor är La maja desnuda (Den nakna maja) och La maja vestida (Den klädda maja). De visar samma kvinna i samma pose, naken och påklädd. Utan antydan till mytologisk eller allegorisk mening var målningen Den nakna maja den första helt profana avbildningen av en naken kvinna i naturlig storlek i västerländsk konst"
Det är inte traditionella Venusbilder som Goya målat. I stället för upphöjdhet är det sinnlighet som träder i förgrunden. Det är helt enkelt en naken kvinna på en säng vi ser. Först målade Goya La maja desnuda och några år senare målade han La maja vestida, man vet inte varför Goya även gjorde denna version.
Det har spekulerats mycket kring kvinnans identitet. Möjligtvis var modellen hertiginnan av Alba, som Goya påståtts ha haft en relation med, eller kanske var det Pepita Tudó som var älskarinna till premiärministern Manuel de Godoy, i vars samling målningarna fanns. Forskare har ännu inte med säkerhet kunna fastställa kvinnans identitet. Tavlornas namn kan förvilla svensktalande till att tro att modellen har kvinnonamnet Maja, men det handlar i verkens fall om femininbenämningen maja, som användes om pråligt klädda medlemmar ur lägre samhällsskikt.
Tavlorna fanns i Godoys privata samling men beslagtogs av staten. År 1808, efter att Godoy under politiska konflikter satts i fängelse av Ferdinand VII  konfiskerades all hans egendom och år 1813 övertog inkvisitionen båda målningarna och förklarade dem obscena. Goya och Godoy ställdes inför inkvisitionen 1814 på grund av målningarna. År 1836 överfördes de till Konstakademin i San Fernando, idag visas de på Museo del Prado i Madrid.

### Den 3 maj 1808 i Madrid: arkebuseringen
Efter det så kallade Dos de Mayo-upproret i Madrid mot den franska överhögheten under Napoleon I, avrättades spanska upprorsmän på flera ställen i staden. Bland annat arkebuserade fransmännen en grupp med 43 rebeller på berget Príncipe Pío. För att hedra minnet av dessa män samt till åminnelse av de ”heroiska händelser och scener under vårt ärorika uppror mot Europas tyrann”,  gör Goya 1814 målningarna Den 3 maj 1808 i Madrid och Den 2 maj 1808. 
Målningarna var beställningar från den spanska regeringen genom den liberale kardinalen Luis María de Borbón y Vallabriga, som var regeringens företrädare fram till Ferdinand VII:s återkomst. Det var Goya själv som hade föreslagit beställningarna för kardinalen och regeringen. Troligen föreslog Goya dessa målningar för att förbättra sin relation till Ferdinand VII, som var på väg tillbaka till den spanska tronen, och därmed försäkra sig om en stadig inkomst. 
Den 3 maj 1808 i Madrid har influerat många konstnärer i gestaltningar av liknande händelser, exempelvis  Édouard Manets Arkebuseringen av kejsar Maximilian (1867) och Pablo Picassos Massakern i Korea (1951).

### ”Krigets fasor” / ”Los Desastres de la Guerra”
Upproret i Madrid 1808 blev början på det blodiga Spanska befrielsekriget som pågick till 1814. Goya blev vittne till många av de barbariska ”scener” som utspelade sig under dessa år, scener som han avbildade i grafikserien Los Desastres de la Guerra (Krigets fasor). Etsningarna gjordes mellan 1810 och 1815 och visar med all tydlighet Goyas avsky för krigets bestialiteter.
Liknande etsningar hade gjorts närmare 200 år tidigare, under Trettioåriga kriget: Krigets elände 1633, av fransmannen Jacques Callot. Sannolikt har Goya studerat flera av Callots grafiska blad.
De första 47 av Goyas 84 etsningar beskriver händelser från kriget och de obarmhärtiga följderna för mindre grupper och individer. Nummer 48 till 64 i serien föreställer scener från hungersnöden i Madrid under fransmännens belägring av staden. Seriens sista del ,”caprichos enfáticos” (de emfatiska infallen), gjorde Goya efter Ferdinand VII:s återkomst till tronen 1813, dessa etsningar är kritiska kommentarer till den politiska situationen i Spanien.
Grafikserien publicerades först 1863, trettiofem år efter Goyas död, med titeln ”Fatales consequencias de la sangrienta guerra en España con Buonaparte, Y otros caprichos enfáticos". (De fatala konsekvenserna av det blodiga kriget i Spanien mot Bonaparte, och andra emfatiska infall). Historiker menar att Goyas intention var att ge ut etsningarna men att han snart kom att bedöma det som politiskt omöjligt.

### ”De svarta målningarna” / ”Las pinturas negras”
De svarta målningarna kallas en samling av målningar som Goya målade under de senare åren av sitt liv, mellan 1819 och 1823. Målningarna målades med olja direkt på väggarna i hans tvåvåningshus "Quinta del Sordo" (Den döve mannens hus) utanför Madrid. Huset hade han köpt 1819 och flyttade dit, 72 år gammal,  tillsammans med sin fästmö Leocadia Weiss och hennes (deras) dotter. Dessa intensiva, spöklika målningar antyder både hans rädsla för galenskap och hans besvikelse över mänskligheten. 
Efter Napoleonkrigen och den politiska oordning som rådde i Spanien förlorade Goya tilltron till människan. Han hade stått öga mot öga med panik, terror, rädsla och hysteri. Han hade överlevt dödliga sjukdomar och blev allt eftersom mer och mer orolig för att insjukna igen. Dessa faktorer anses ha lett till Goyas 14 målningarna, de som kallas "La Pinturas negras" (De svarta målningarna).
Goya hade aldrig tänkt att de skulle visas offentligt, det var målningar han aldrig talade om, aldrig skrev om. År 1879, femtio år efter Goyas död, överfördes målningarna från väggarna till tavelduk. I dag finns de att se på Pradomuseet i Madrid.

## Galleri

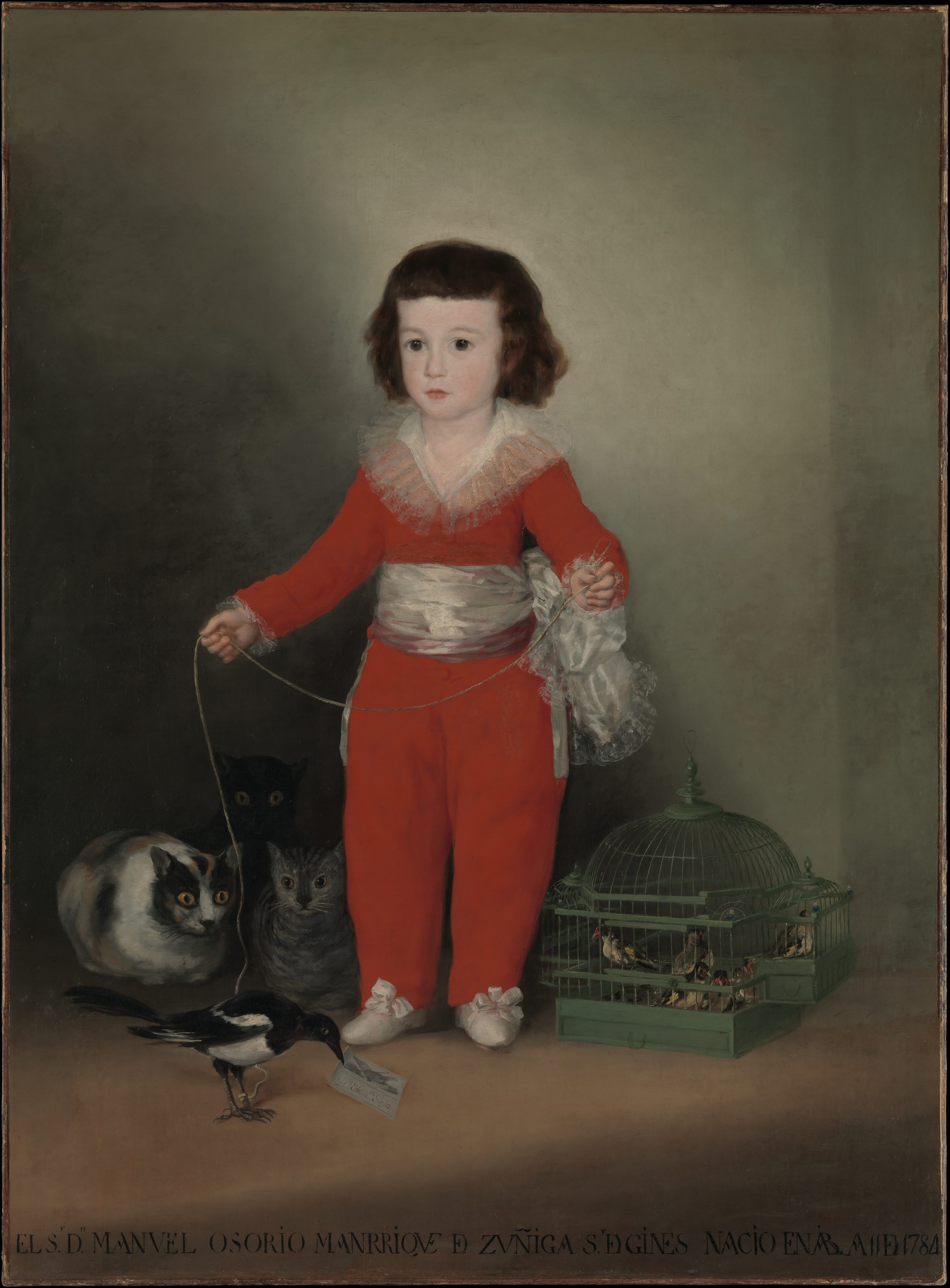
Don Manuel Osorio Manrique de Zunica 1792
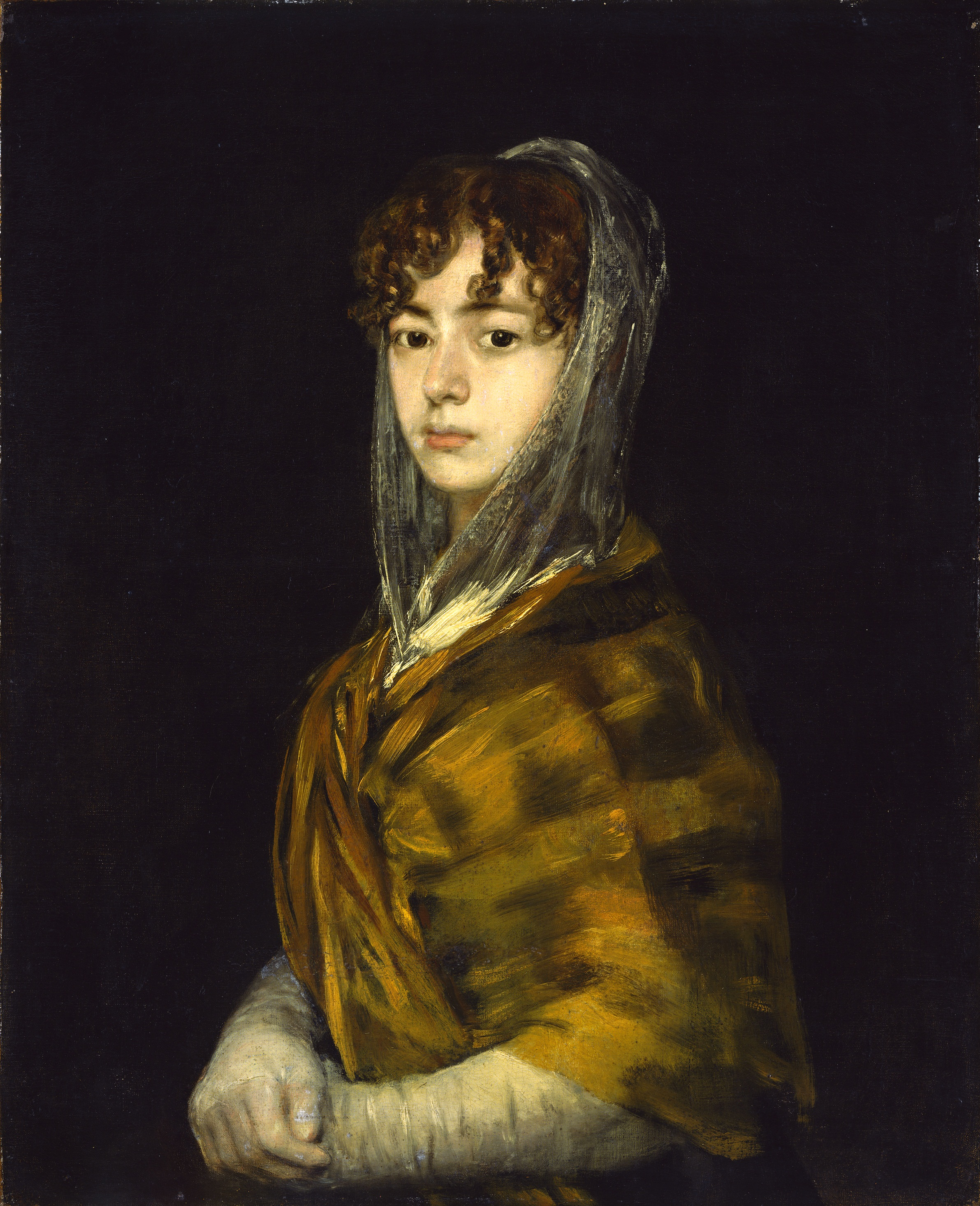
Senora Sabasa Garcia, 1809.
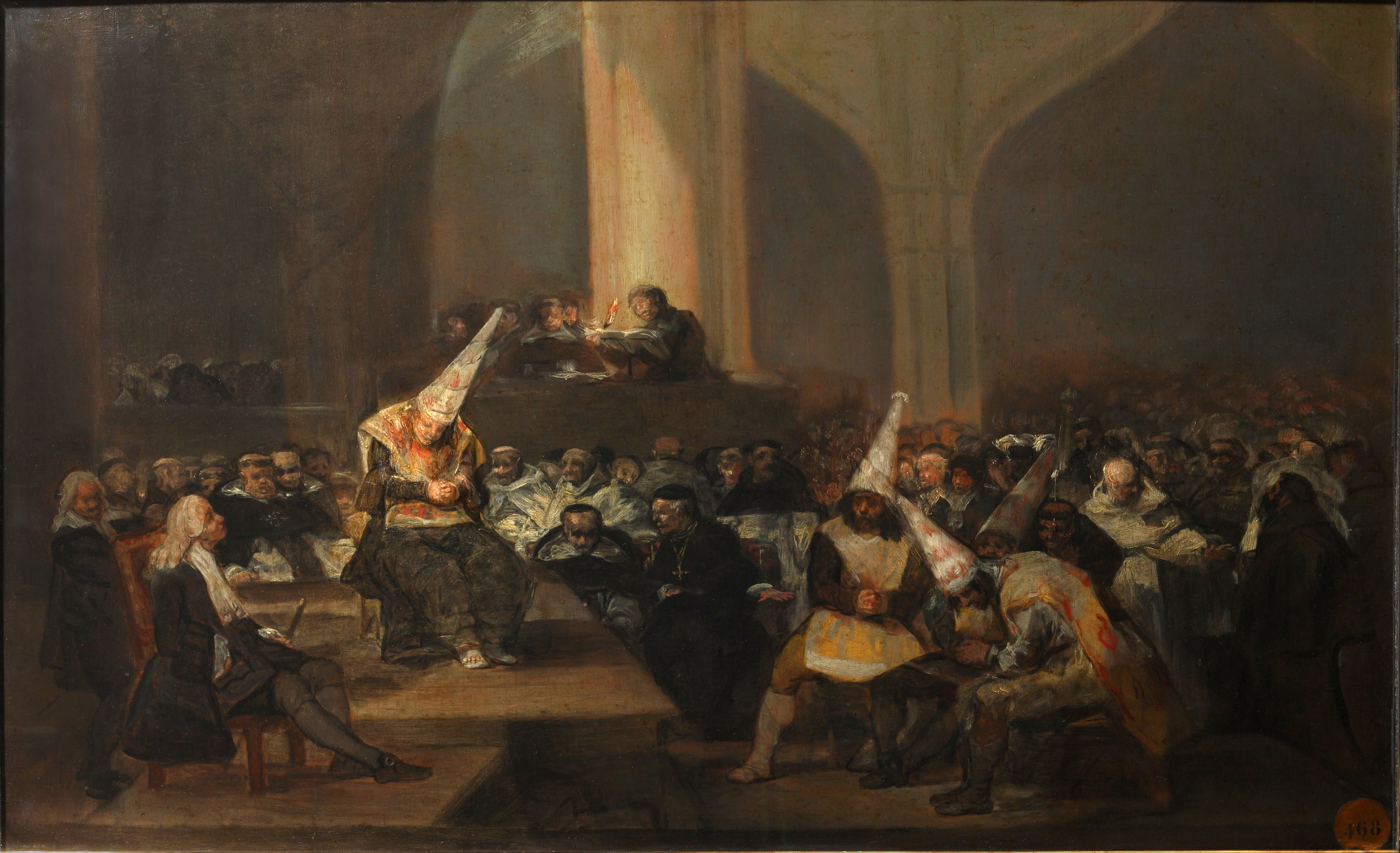
Inkvisitionens domstol, 1812-1819.
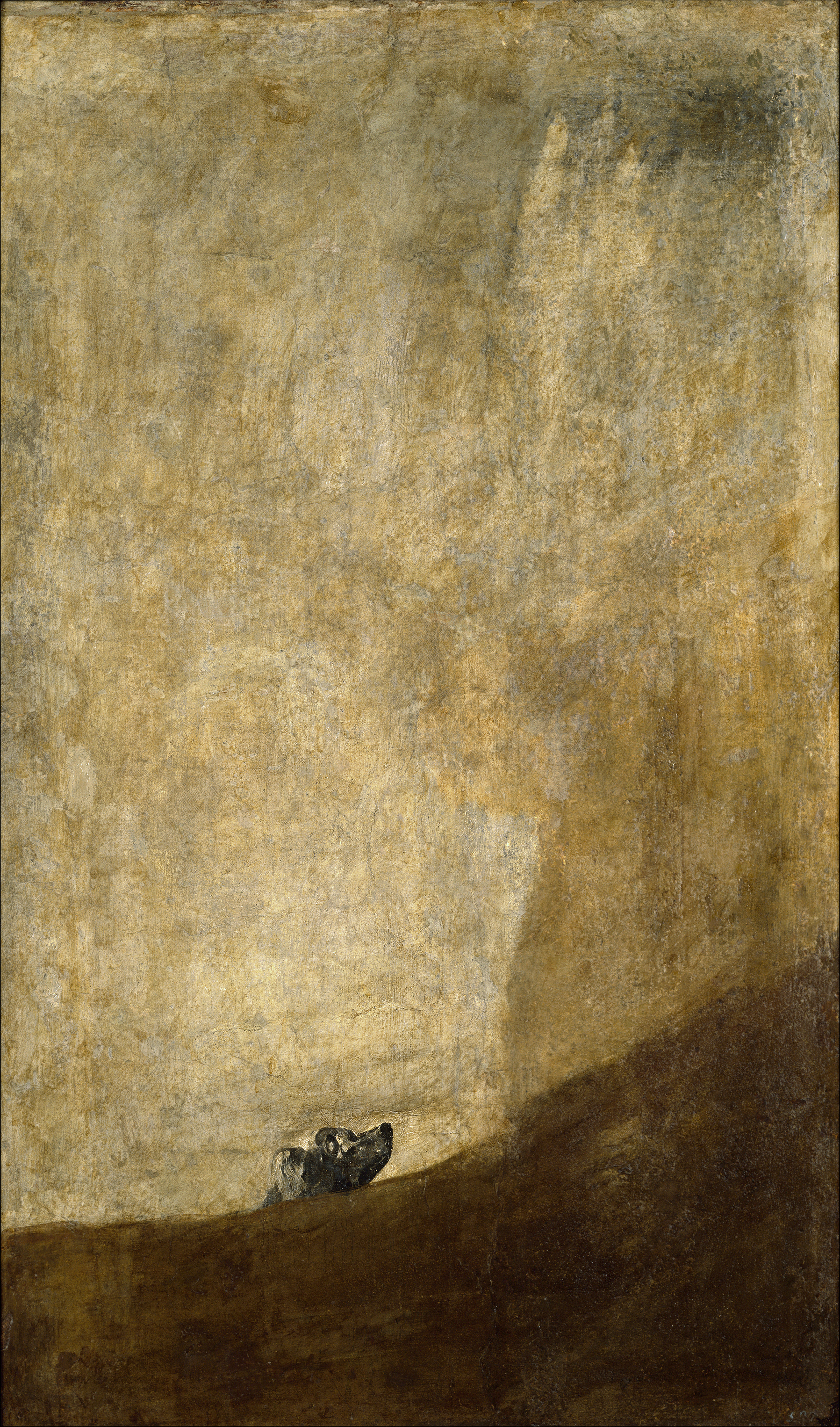
Hund, en av "De svarta målningarna", 1819-1823.
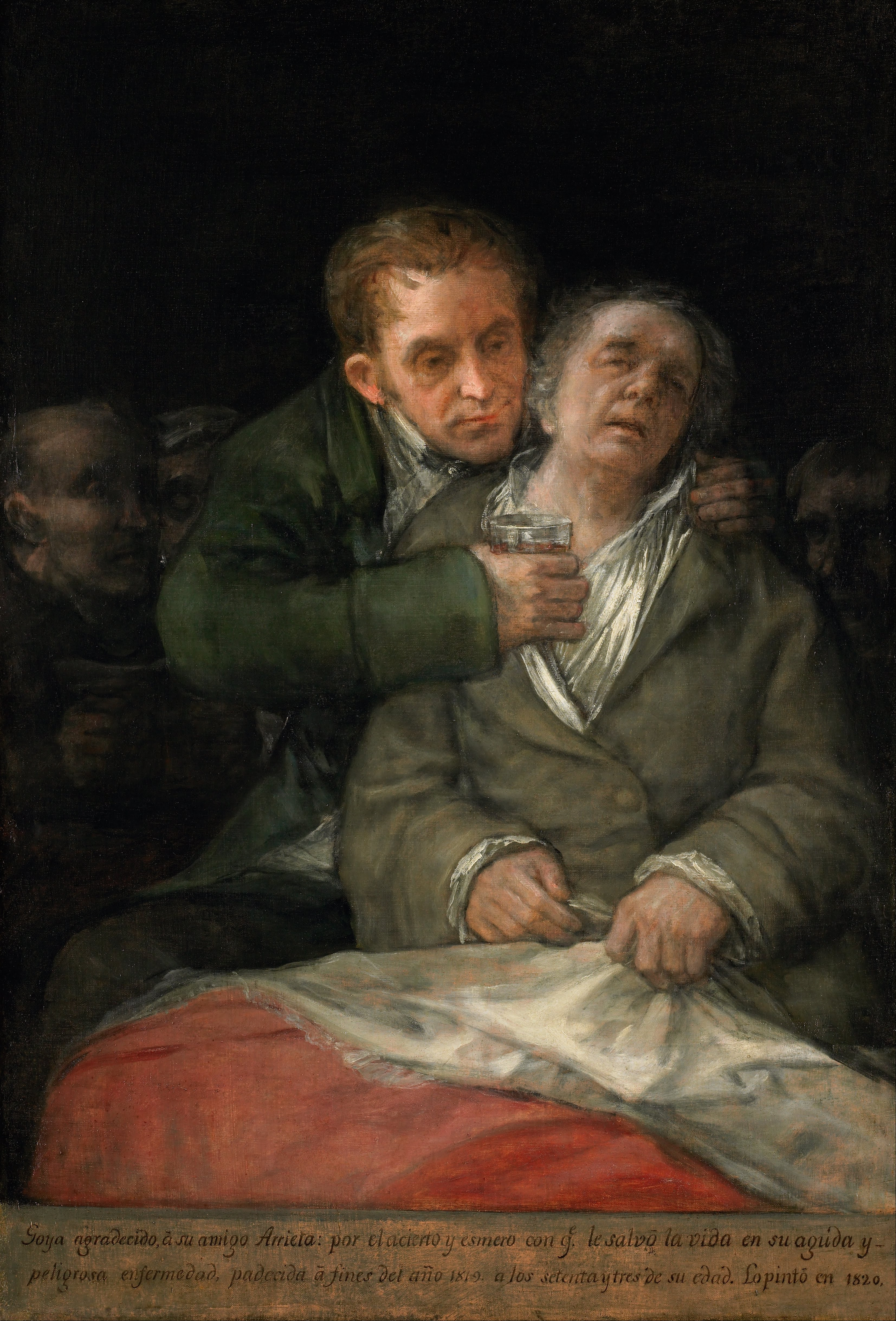
Självporträtt med Dr Arrieta 1820.

## Verk (urval)
- Hertigen av Osuna med familj, (1788)
- Hertiginnan av Alba, (1797)
- El sueño de la razón produce monstruos/ När förnuftet sover kommer monstren (1797-1798)
- Häxsabbaten 43 × 30 cm (1797–1798)
- St Antonios mirakel, fresk i kyrkan Ermita de San Antonio de la Florida (1798).
- Los caprichos (Infall), grafikserie, (1799).
- Den nakna maja, 97 x 190 cm, Nr 742. (1790-1800)
- Karl IV:s familj, 1800.
- Den klädda maja, 95 x 190 cm, Nr 741. (1802-1805)
- Doña Isabel de Porcel 82 × 54,5 cm (1805)
- Hertigen av Wellington (1812-14)
- Den 2 maj 1808 i Madrid: striden med mamlukerna 268,5 × 347,5 cm (1814)
- Den 3 maj 1808 i Madrid: arkebuseringen, 266 x 345 cm, Nr 749. (1814)
- Los Desastres de la Guerra , (1810-1820, utgivna 1863).
- Saturnus slukar sin son, 146 x 83 cm, Nr 763. (1820-1823).
- De svarta målningarna, (1819-1823)
- Kolossen, (1818–1825)

## Film och teater om Goya
- 1971 Goya, historia de una soledad, film regisserad av Nino Quevedo.
- 1999 Goya i Bordeaux (Goya en Burdeos), film regisserad av Carlos Saura.
- 2006 Goya's Ghosts, film regisserad av Milos Forman i vilken Stellan Skarsgård spelar Francisco de Goya.
- 2009 Goya/Den döves hus, opera med musik av Daniel Börtz och liberetto av Magnus Florin i vilken Anders Larsson sjöng Francisco de Goya. Urpremiär 26 september 2009 på Göteborgsoperan.

## Eftermäle
Nedslagskratern Goya på planeten Merkurius och asteroiden 6592 Goya är uppkallade efter honom.